# Noah Cates
Pour les articles homonymes, voir Cates.
Noah Cates (né le 5 février 1999 à Stillwater, État du Minnesota) est un joueur professionnel américain de hockey sur glace. Il évolue au poste d'attaquant. Son frère Jackson est également professionnel.

## Biographie

### Carrière en club
Cates commence sa carrière junior avec les Lancers d'Omaha dans l'USHL en 2015-2016. Il est choisi au cinquième tour, en 137e position par les Flyers de Philadelphie lors du repêchage d'entrée dans la LNH 2017. De 2018 à 2022, il poursuit un cursus universitaire à l'Université du Minnesota à Duluth. Il évolue quatre saisons avec les Bulldogs dans le championnat NCAA. Le 29 mars 2022, il joue son premier match dans la Ligue nationale de hockey avec les Flyers de Philadelphie chez le Wild du Minnesota. Le 5 avril 2022, il marque son premier but face aux Blue Jackets de Columbus.

### Carrière internationale
Il représente les États-Unis au niveau international. Il prend part aux sélections jeunes. Il est sélectionné pour les Jeux olympiques de 2022.

## Statistiques

### En club
| Saison     | Équipe                       | Ligue      |     | Saison régulière | Saison régulière | Saison régulière | Saison régulière | Saison régulière |   | Séries éliminatoires | Séries éliminatoires | Séries éliminatoires | Séries éliminatoires | Séries éliminatoires |
| Saison     | Équipe                       | Ligue      | PJ  | B                | A                | Pts              | Pun              | PJ               | B | A                    | Pts                  | Pun                  |                      |                      |
| 2015-2016  | Lancers d'Omaha              | USHL       | 2   | 1                | 0                | 1                | 2                | -                | - | -                    | -                    | -                    |                      |                      |
| 2016-2017  | Lancers d'Omaha              | USHL       | 11  | 2                | 5                | 7                | 6                | -                | - | -                    | -                    | -                    |                      |                      |
| 2017-2018  | Lancers d'Omaha              | USHL       | 60  | 21               | 34               | 55               | 26               | 4                | 1 | 2                    | 3                    | 0                    |                      |                      |
| 2018-2019  | Bulldogs de Minnesota-Duluth | NCHC       | 40  | 9                | 14               | 23               | 33               | -                | - | -                    | -                    | -                    |                      |                      |
| 2019-2020  | Bulldogs de Minnesota-Duluth | NCHC       | 34  | 14               | 19               | 33               | 35               | -                | - | -                    | -                    | -                    |                      |                      |
| 2020-2021  | Bulldogs de Minnesota-Duluth | NCHC       | 28  | 5                | 14               | 19               | 25               | -                | - | -                    | -                    | -                    |                      |                      |
| 2021-2022  | Bulldogs de Minnesota-Duluth | NCHC       | 37  | 11               | 13               | 24               | 19               | -                | - | -                    | -                    | -                    |                      |                      |
| 2021-2022  | Flyers de Philadelphie       | LNH        | 16  | 5                | 4                | 9                | 4                | -                | - | -                    | -                    | -                    |                      |                      |
| 2022-2023  | Flyers de Philadelphie       | LNH        | 82  | 13               | 25               | 38               | 12               | -                | - | -                    | -                    | -                    |                      |                      |
| 2023-2024  | Flyers de Philadelphie       | LNH        | 59  | 6                | 12               | 18               | 0                | -                | - | -                    | -                    | -                    |                      |                      |
| Totaux LNH | Totaux LNH                   | Totaux LNH | 157 | 24               | 41               | 65               | 16               | -                | - | -                    | -                    | -                    |                      |                      |

### En équipe nationale
| Année | Compétition                 |   | PJ | B | A | Pts | Pun | +/-               |  | Résultat |
| 2019  | Championnat du monde junior | 7 | 2  | 1 | 3 | 2   | +2  | Médaille d'argent |  |          |
| 2022  | Jeux olympiques             | 4 | 1  | 0 | 1 | 2   | +2  | Cinquième place   |  |          |